# عبد الوهاب بن عبد الرحمن

حدود الدولة الرستمية والدول التي عاصرتها

عبد الوهاب بن عبد الرحمن هو إمام وحاكم تيهرت ضمن دولة الرستميين بالمغرب الأوسط اول من نسبة له الفرقة الوهابية من اسمه الأول قبل رميها على الشيخ  محمد بن عبدالوهاب  ، امتد حكمه بين سنتي 784 و832 ليخلفه فيما بعد أفلح بن عبد الوهاب. بويع اثر وفاة والده بشهر وهو من اعلم علماء الاباضية في وقته، كان متضلعا في علوم الشريعة وله مامدا فتاوى ورسائل شتى كتاب في الفقه اشتهر باسم :مسائل نفوسة. واشتهر بقوة الشكيمة والدهاء السياسي والحزم والثروة الطائلة، وأن أول ماقام به من الأعمال السياسية أن عمل على موادعة أمير القيروان روح بن حاتم وربط صلته به، فاطمأن الناس إلى ذلك وتأكدوا من رسوخ قدم الدولة الرستمية في الملك.وشق عليه الطاعة جماعة أخرى من الاباضية والتفوا حول زعيمهم يزيد بن فندين.